# Břidličná
Břidličná (già Frýdlant nad Moravicí, in tedesco Friedland an der Mohra) è una città ceca del distretto di Bruntál, nella regione di Moravia-Slesia.